# Plauenscher Grund

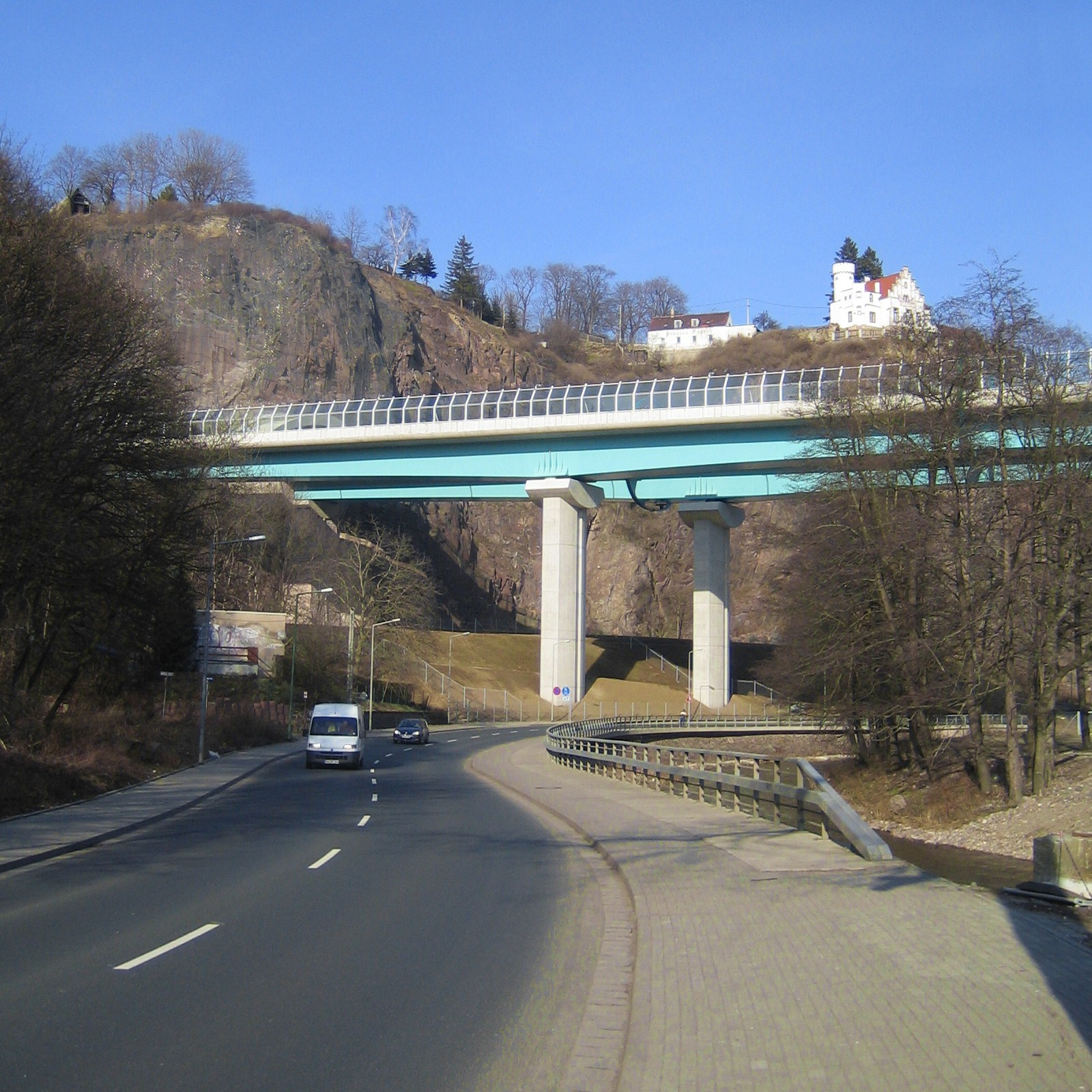
Die Weißeritztalbrücke der A 17 vor der Begerburg überspannt Straße, Weißeritz und Eisenbahntrasse

Der Plauensche Grund ist eine Landschaftseinheit in Sachsen und bildet einen engen Abschnitt des Kerbtals der Weißeritz. Der Plauensche Grund bricht in den Elbtalkessel durch und verbindet diesen neben dem Lockwitzgrund mit einer Talweitung im Erzgebirgsvorland. In der Vergangenheit wurde die Bezeichnung Plauenscher Grund auch für das Döhlener Becken genutzt, in dem sich seit 1922 die Stadt Freital ausbreitet.

## Lage und Geologie

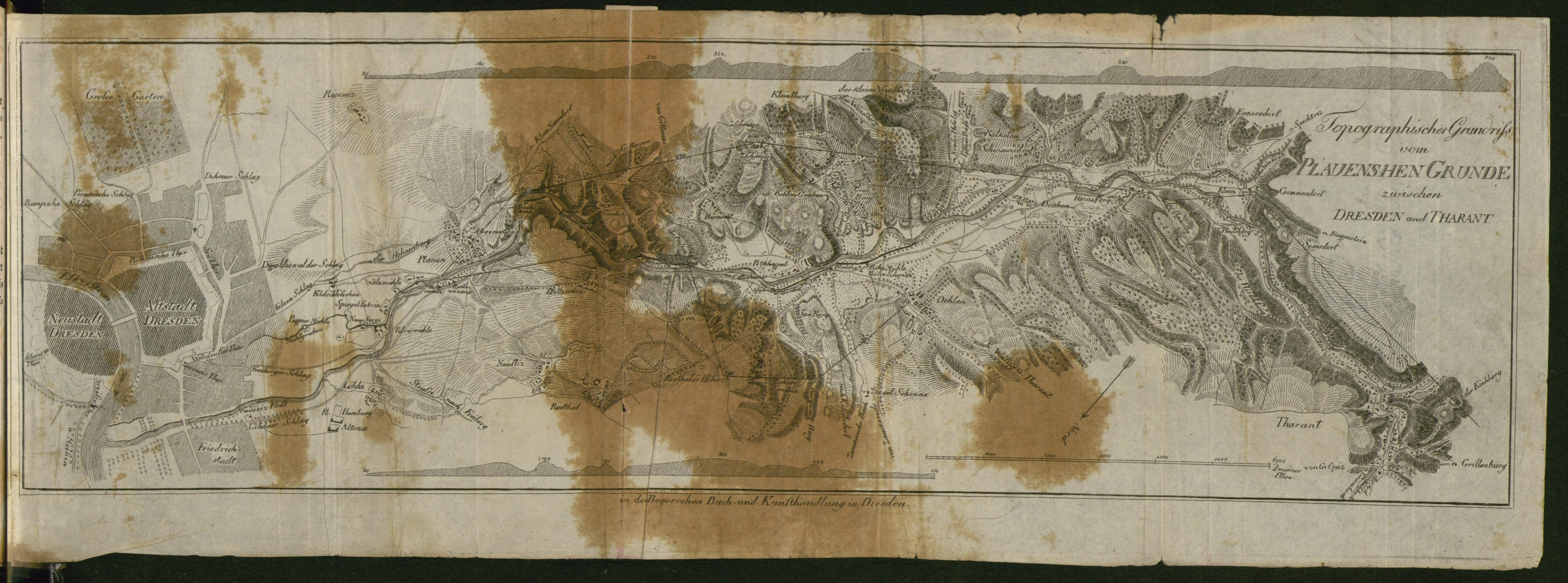
Grundriss des Plauenschen Grundes von 1812

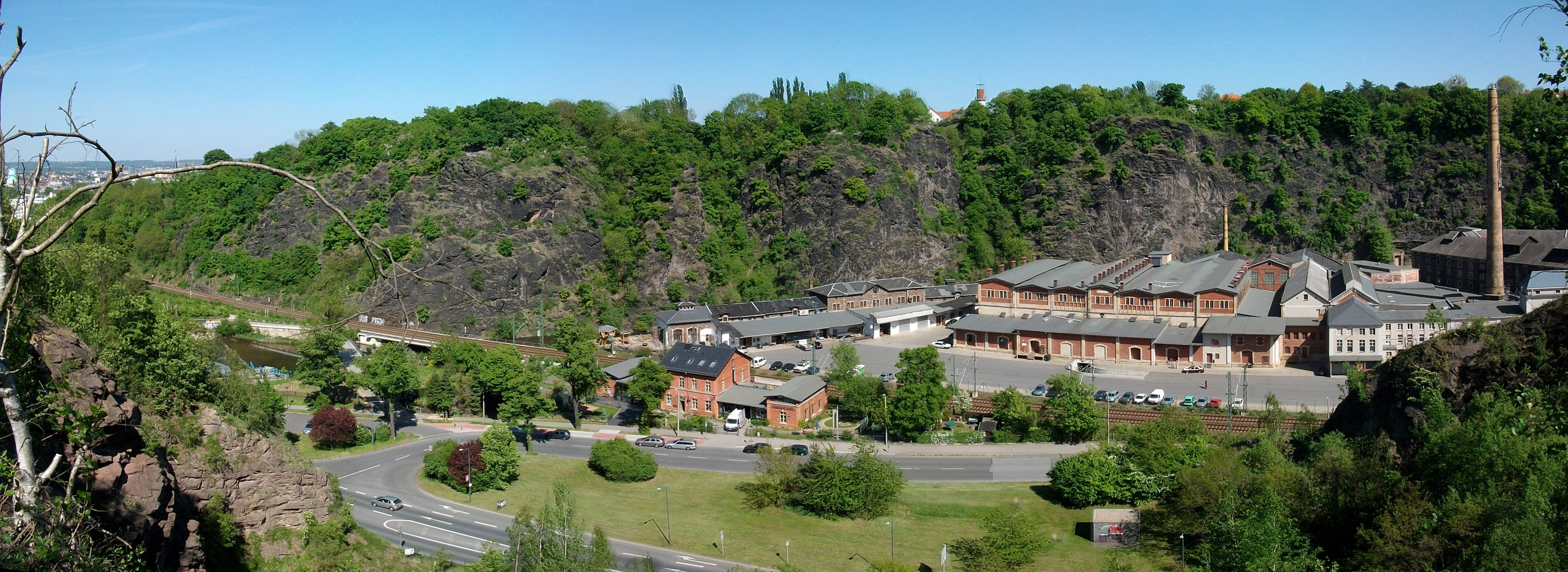
Blick auf die Felsenkellerbrauerei unterhalb des Aussichtsturms Hoher Stein

Der Grund beginnt im Freitaler Stadtteil Potschappel und erstreckt sich bis Plauen in Dresden. Nach dieser Ausgangsortschaft ist der Grund benannt. Der Plauensche Grund ist etwa drei Kilometer lang und bildet durch die Nähe zur Dresdner Altstadt einen wichtigen Frischluftkorridor für Dresden. An engen Stellen ist das Tal an der Sohle kaum 60 Meter breit. Aufgrund der Enge im Tal und dem starken Gefälle strömt die Weißeritz bei Hochwasser stark und wirkt auf ihre Ufer. Beispielsweise wurde beim Hochwasser 2002 die am Flussufer verlaufende Eisenbahnstrecke fast auf gesamter Länge zerstört und der Bahndamm stellenweise komplett weggespült.
Geologisch von Interesse ist das Naturdenkmal Hoher Stein oberhalb der ehemaligen Felsenkellerbrauerei und der gegenüberliegende, stillgelegte Ratssteinbruch. Bei letzterem ist die Schichtung des kalkhaltigen Gesteins Pläner über dem Meißner Monzonit sichtbar. In dem Monzonit finden sich verschiedene Kluftstrukturen.
Die im Ratssteinbruch um 1924 entdeckten Blasenhöhlen (im Sächsischen Höhlenkataster der Höhlenforschergruppe Dresden unter Nr. 4948 EG-14 geführt) waren bis zu ihrer Sprengung mit Rauchquarzkristallen ausgekleidet. Dokumente und Belegstücke werden von der genannten Forschungsgruppe verwahrt.

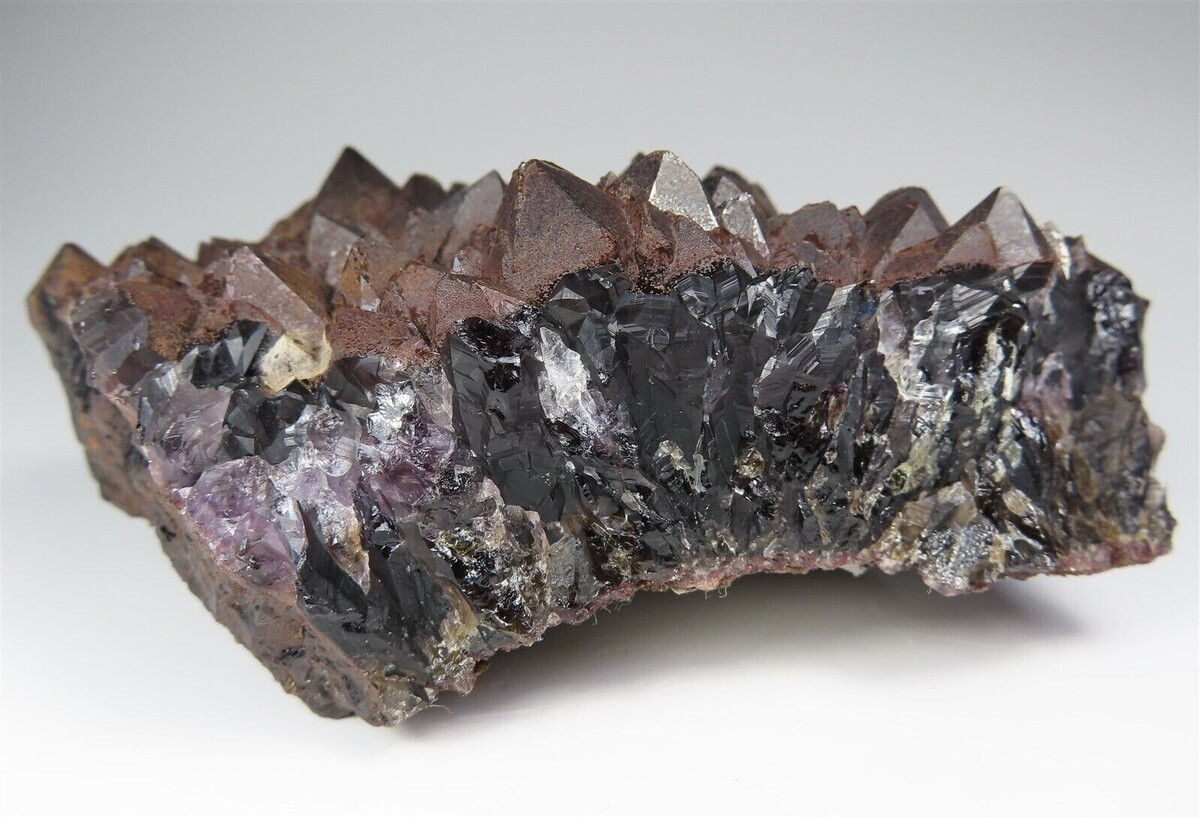
Schwarzer Amethyst. Sehr dunkler Amethyst in Wechsellagerung mit Morion. Ratssteinbruch Dresden-Plauen, Plauenscher Grund.

## Geschichte

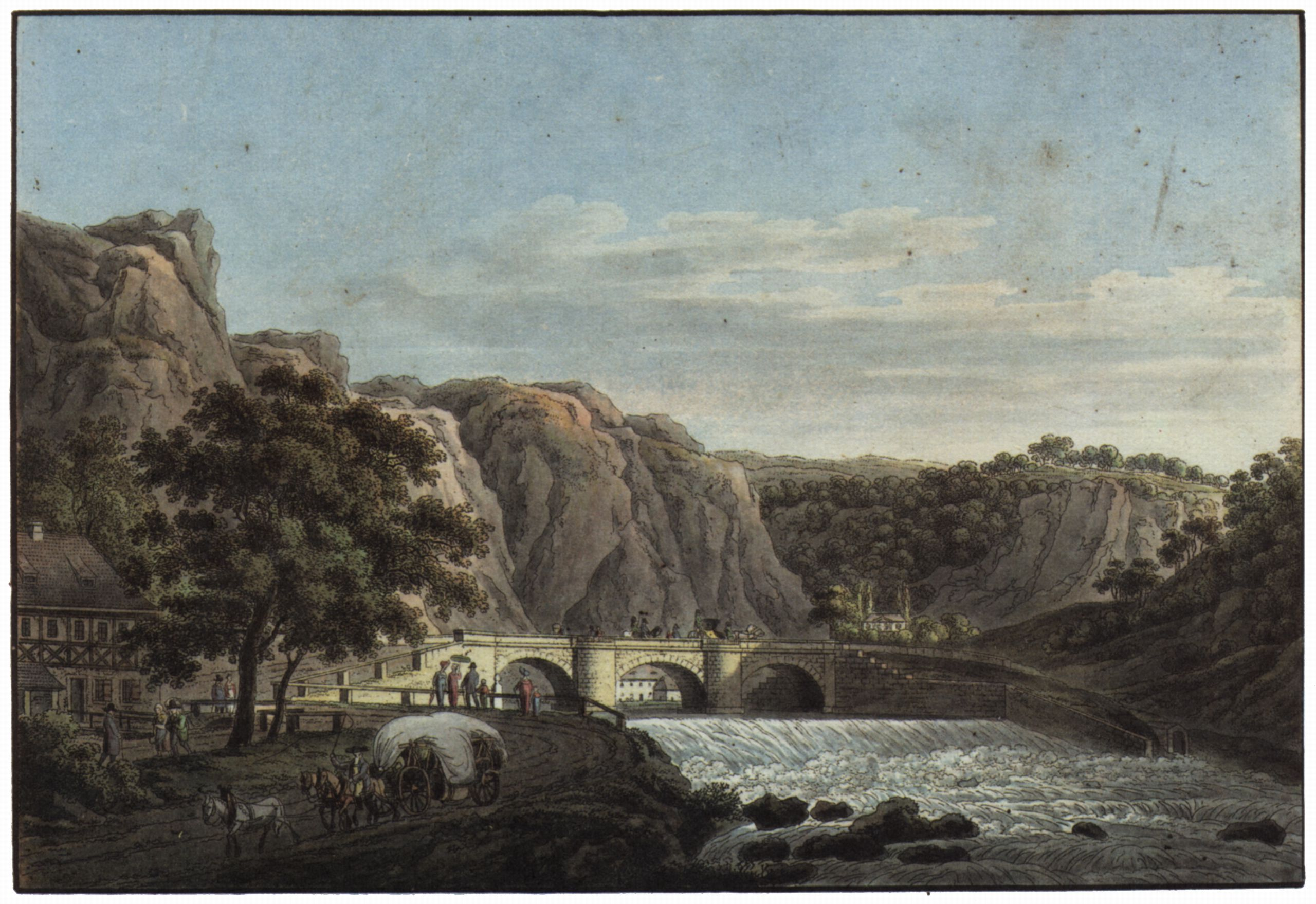
Der Plauensche Grund um 1850. Bildmitte: die Forsthaus- bzw. Hegereiterbrücke

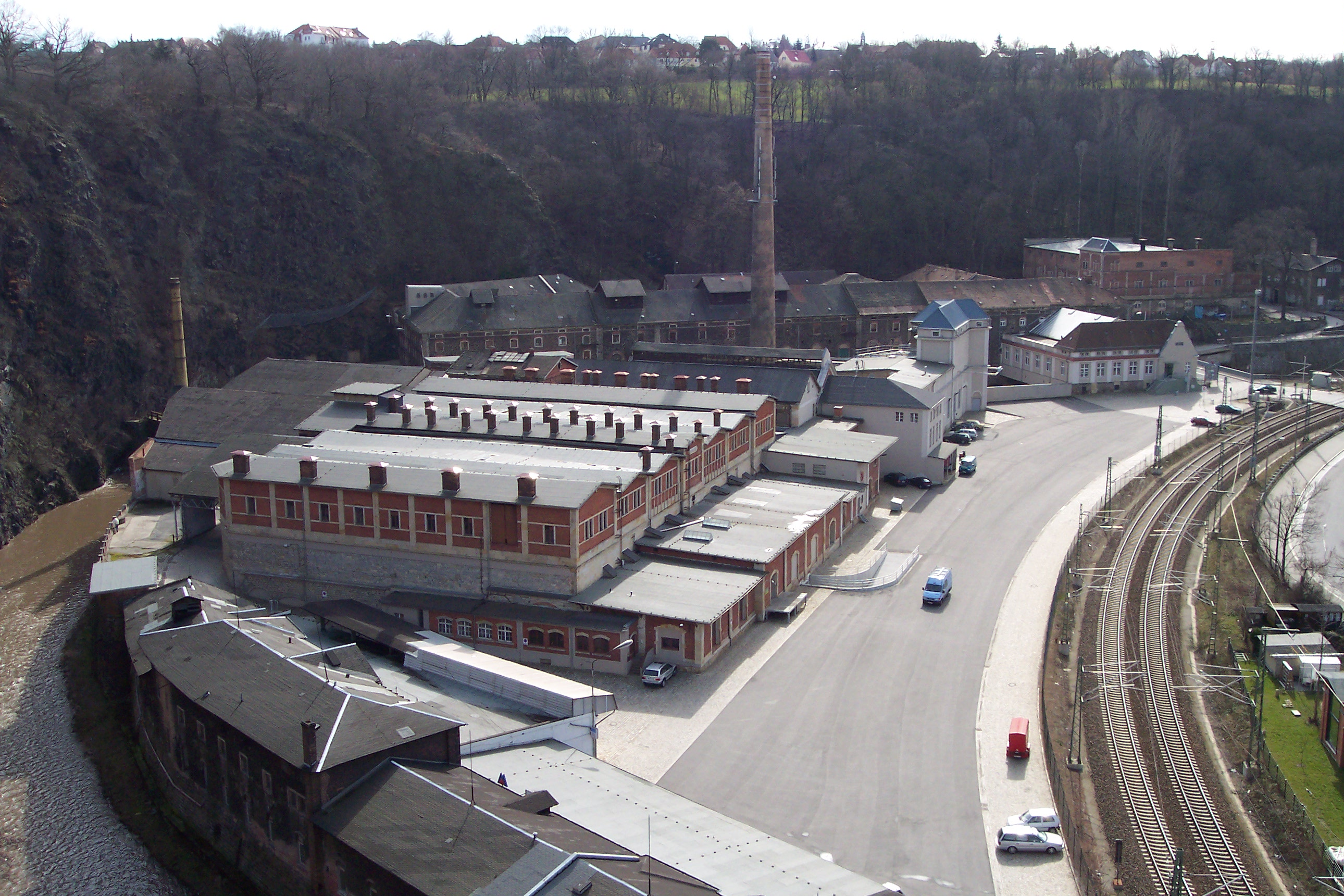
Der Grund auf Höhe der ehemaligen Felsenkeller Brauerei

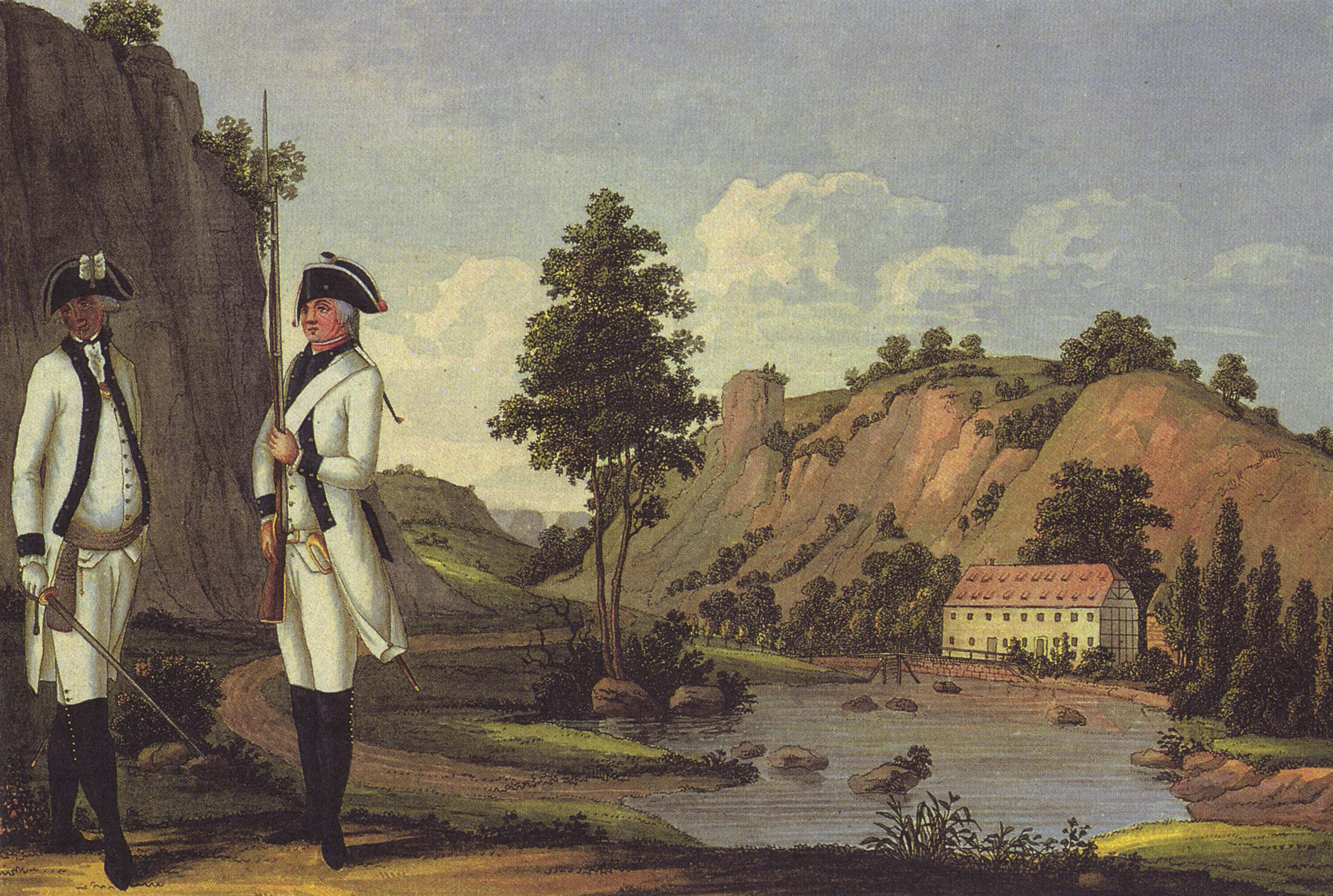
Pulvermühle (obere Neumühle) im Plauenschen Grund

Vor- und frühgeschichtlich ist ein 70 Meter hoher Bergsporn an der Südwestflanke des Tales anzumerken, die Heidenschanze, einer der ältesten besiedelten Plätze im und am oberen Elbtal. 
Es ist heute nicht mehr vorstellbar, dass der Plauensche Grund bis Mitte des 18. Jahrhunderts so eng war, dass er nur zu Fuß oder als Reiter, und das auch nur bei Niedrigwasser der Weißeritz, auf voller Länge passiert werden konnte. Lediglich vom Dorf Plauen aus war der Zugang bis zu einer (kleinen) natürlichen Aufweitung im Bereich des (späteren) Felsenkellers möglich, vom Dorf Potschappel aus endete eine Zuwegung unterhalb der Heidenschanze. Erst mit dem Bau der Buschmühle im Jahr 1559/1560, der ersten und viele Jahrzehnte auch einzigen Mühle im  Plauenschen Grund (die Hof- (Bienert-)mühle befand sich ausgangs des Grundes), änderte sich das: Zu dieser 1871/72 abgebrochenen Mühle, sie befand sich orographisch links (d. h. auf Dölzschener Gebiet) etwa unterhalb des Schweizerbettes, wurde von Plauen bis dahin ein Fahrweg errichtet, der durch häufige Überschwemmungen jedoch stets in einem schlechten Zustand war.
Daran änderte sich auch die nächsten knapp 200 Jahre nichts, denn inzwischen war der gesamte Plauensche Grund zwischen Potschappel und Plauen zum kurfürstlichen Jagdgebiet erklärt worden, wo Störungen unerwünscht waren. So feierte Kurfürst August der Starke im „Plauenschen Grunde“ anlässlich der Hochzeit seines Sohnes am 26. September 1719 ein riesiges Saturnfest. Selbst die dem Mahlzwang der Hofmühle unterliegenden Bauern aus dem Gebiet der heutigen Stadt Freital mussten also stets den Weg über die angrenzenden Höhen (meist über Coschütz) nehmen, um diese Mühle erreichen zu können. Auch die Steinkohle aus dem Mitte des 16. Jahrhunderts begonnenen Bergbau wurde über die südlichen Höhen Dresdens abtransportiert; der Straßenname „Kohlenstraße“ erinnert noch heute daran.
1712 reichten die Ämter Dippoldiswalde und Grillenburg sowie Rat und Bürgerschaft der Stadt Tharandt ein erstes Gesuch zum Bau einer Straße durch den Grund ein, das mit dem Bau der (unteren) Neumühle 1728 (auf Coschützer Flur, unterhalb der Begerburg, spätere Braunesche Brotfabrik) erneuert wurde. Im Jahr 1728 unter Auflagen genehmigt, wurde der Straßenbau durch Freiberger Bergleute 1745 ausgeführt. Im Zuge dieses Baus wurde wenige Jahre später die Königsmühle auf Dölzschener Flur (zu DDR-Zeiten Drucksachenverlag der Deutschen Reichsbahn, heute Büro- und Wohngebäude, gegenüber des Dresdner Felsenkellers (frühere gleichnamige Brauerei)) errichtet. 
Um 1800 wurde die landschaftliche Schönheit des Plauenschen Grundes bekannt, zahlreiche Vertreter der Künste nahmen für ihre Werke den Plauenschen Grund als Vorbild oder Hintergrund für ihre Werke, z. B. Anton Graff. Selbst Gedichte entstanden im Umfeld des Plauenschen Grundes, vor allem durch Wilhelm Müller, dessen diesbezügliche Arbeiten als „Sänger des Plauenschen Grundes“ heute vergessen sind.
Ab Mitte des 19. Jahrhunderts wurde die wildromantische Schönheit des Grundes mehr oder minder systematisch zerstört: Durch Fabrikbauten und Wohnhäuser wie auch vor allem durch die zahlreichen Steinbrüche (deren Betrieb seit den 1980er Jahren vollständig eingestellt wurden) hat das heutige Aussehen mit dem durch kursächsische Feste oder dem durch die Romantik vermittelten Bildern praktisch nichts mehr gemeinsam.
Im Zusammenhang mit dem Bau der Fahrstraße durch den Plauenschen Grund wurde die Hegereiterbrücke errichtet: Zunächst in Holz ausgeführt, entstand sie 1779 bis 1782 als steinerne (Baumaterial Pirnaer Sandstein) dreibogige Brücke, ist 40 Meter lang und verursachte Baukosten von 18.616 Talern. Sie ist die älteste noch im Ursprungszustand erhaltene Brücke Dresdens. Diese ehemalige Straßenbrücke führt in Höhe Felsenkeller/Alter Plauener Bahnhof/Wehr zum ehemaligen Bienertmühlgraben über die Weißeritz. 1921 wurde sie als Straßenbrücke außer Betrieb genommen, bis 1968 war sie noch die Zufahrt zum Forsthaus. Vor wenigen Jahren war sie als Teil des „Bienert-Wanderweges“ im Rahmen des „Stadtteilentwicklungs-Projektes Weißeritz“ wieder genutzt worden und steht heute Fußgängern zur Verfügung. Sie hat alle Hochwasser der Weißeritz (einschließlich 2002) überstanden.
Im Tal verläuft die 1855 als Albertsbahn errichtete Ferneisenbahnstrecke Dresden–Nürnberg. Entlang der nahezu parallel verlaufenden Straße verlief von 1902 bis 1974 die Strecke der Plauenschen Grundbahn, einer Dresdner Überlandstraßenbahn (die Straße selbst wurde übrigens erst nach Verlegung der Straßenbahnschienen 1905 gepflastert).
An der (vermeintlich) engsten Stelle ist 1993 für die Staatsstraße mittels deren erneuter Verlegung ein Straßentunnel errichtet worden. Im Tal befinden sich neben den Fabrikanlagen seit Ende des 19. Jahrhunderts auch zahlreiche Wohngebäude.
Die Bundesautobahn 17 überquert das Tal in halber Höhe in einer „Tunnel-Brücken-Tunnel“-Kombination von Dölzschener Tunnel, Weißeritztalbrücke und Coschützer Tunnel. Die Brücke über das Tal ist 220 Meter lang. Die Tunnel wurden eingerichtet, um eine höhere Brückenkonstruktion und zusätzlichen Lärm zu vermeiden. Auf den Flanken des Plauenschen Grunds liegen die Dresdner Stadtteile Dölzschen und Coschütz.

## Nutzung
- Auf dem Gebiet des Plauenschen Grundes und den angrenzenden Hängen gibt es insgesamt sechs Flächennaturdenkmale. Die „Lusthöhle“ im Bienertgarten wird durch verschiedene Fledermausarten besiedelt, zu diesen gehört die auf der Roten Liste gefährdeter Arten stehende Mopsfledermaus. Die Wasseramsel und der Eisvogel haben im Plauenschen Grund ihr Revier.[5]
- Für Kletterer sind die schroffen Felswände des Tals anziehend. Unterhalb der Begerburg wurde ein Klettersteigpark mit rund zehn Routen errichtet.[6]